# Primeira Crónica Geral de Espanha

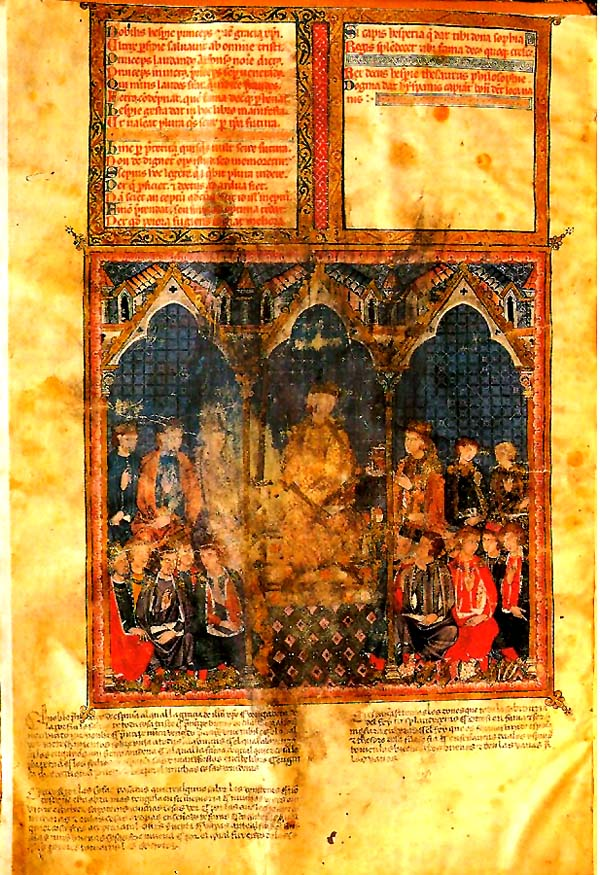
Manuscrito da Primeira Crónica Geral de Espanha de Alfonso X o Sábio.

A Primeira Crónica Geral de Espanha, em castelhano Primera Crónica General ou Estoria de España, é um livro de caráter histórico escrito em língua castelhana por iniciativa de Afonso X de Leão e Castela, de cognome o Sábio, quem também participou ativamente na redação da obra.
A primeira versão da obra foi escrita entre 1260 e 1274, sendo esta a primeira crónica extensa sobre a história da Espanha em uma língua românica. Seu conteúdo abarca deste as origens bíblicas e lendárias da Península Ibérica até o reinado de Fernando III de Leão e Castela (1217-1230). Uma versão revisada foi realizada entre 1282 e 1284.
O livro divide-se em quatro grandes partes. A primeira inclui a história de Roma, uma vez que os reis da Europa medieval consideravam-se herdeiros do Império Romano. A segunda parte versa sobre os germânicos (suevos, visigodos) que reinaram na Península após a queda de Roma e foram os antecessores imediatos dos reinos ibéricos. A terceira conta uma história do reino asturiano, desde onde começou a Reconquista, seguida de uma quarta parte em que é narrada a história do reino de Leão e de Castela. Muitas crónicas anteriores, escritas em latim, foram utilizadas como fontes para a Crónica, além da Bíblia, canções de gesta e obras árabes de autores do Al-Andalus.
A monumental Crónica Geral teve grande repercussão na cronística medieval ibérica. Em língua portuguesa foram redatadas várias crónicas inspiradas, pelo menos em parte, na crónica de Afonso X, como a chamada Versão Galaico-Portuguesa da Crónica Geral de Espanha (atualmente desaparecida) e a Crónica Geral de Espanha de 1344, de autoria de Pedro Afonso, conde de Barcelos. A obra do conde português, compreensivelmente, enfatiza o contributo português na Reconquista e na história da Península.